# Кронгельм
Кро́нгельм (швед. Cronhielm, произносится как Крунйельм) — шведский и финляндский графский род.

## Происхождение и история рода
Происходит из Мейсена и называвшийся до возведения в дворянское достоинство Крумбигель.
Предком семьи был Кристофер Крумбигель, саксонский судья. Его сын, Поликарпус, прибыл в Швецию со своим отчимом, поваром королевы Кристины, получил дворянство и был губернатором Вестманланда. Его сыновья, Густав и Саломон, удостоились графских титулов в 1712 и 1719 гг.
После покорения Российской империей Финляндии одна ветвь рода Кронгельм поступила в русское подданство.

## Описание герба
Щит разделён золотым стропилом на две части, в верхней лазоревой части справа серебряный Меркурьев жезл, слева такая же отрезанная птичья нога, а в нижней червлёной части золотой шлем с такою же дворянской короной и лазоревой подкладкой.
Щит увенчан графскою короной и над нею тремя графскими коронованными шлемами. Нашлемники: среднего шлема — три страусовых пера, среднее червлёное, крайние серебряные; правого — взлетающий до половины чёрный орёл, обращённый влево, с червлёными глазами и языком, золотым клювом и с золотой пятиконечной звездой на голове; левого — встающий вправо золотой лев с червлёными глазами и языком, держащий в лапах золотой коронованный шлем, стоящий между двух распростёртых орлиных крыльев: правое крыло серебряно-лазоревое, левое лазорево-серебряное. Намёт: справа лазоревый, слева червлёный, подложен золотом. Щитодержатели: два чёрных орла с червлёными глазами и языками, золотыми клювами и лапами. Герб графов Кронгельм внесён в Часть 16 Общего гербовника дворянских родов Всероссийской империи, стр. 9.